# 漢普頓號潛艇

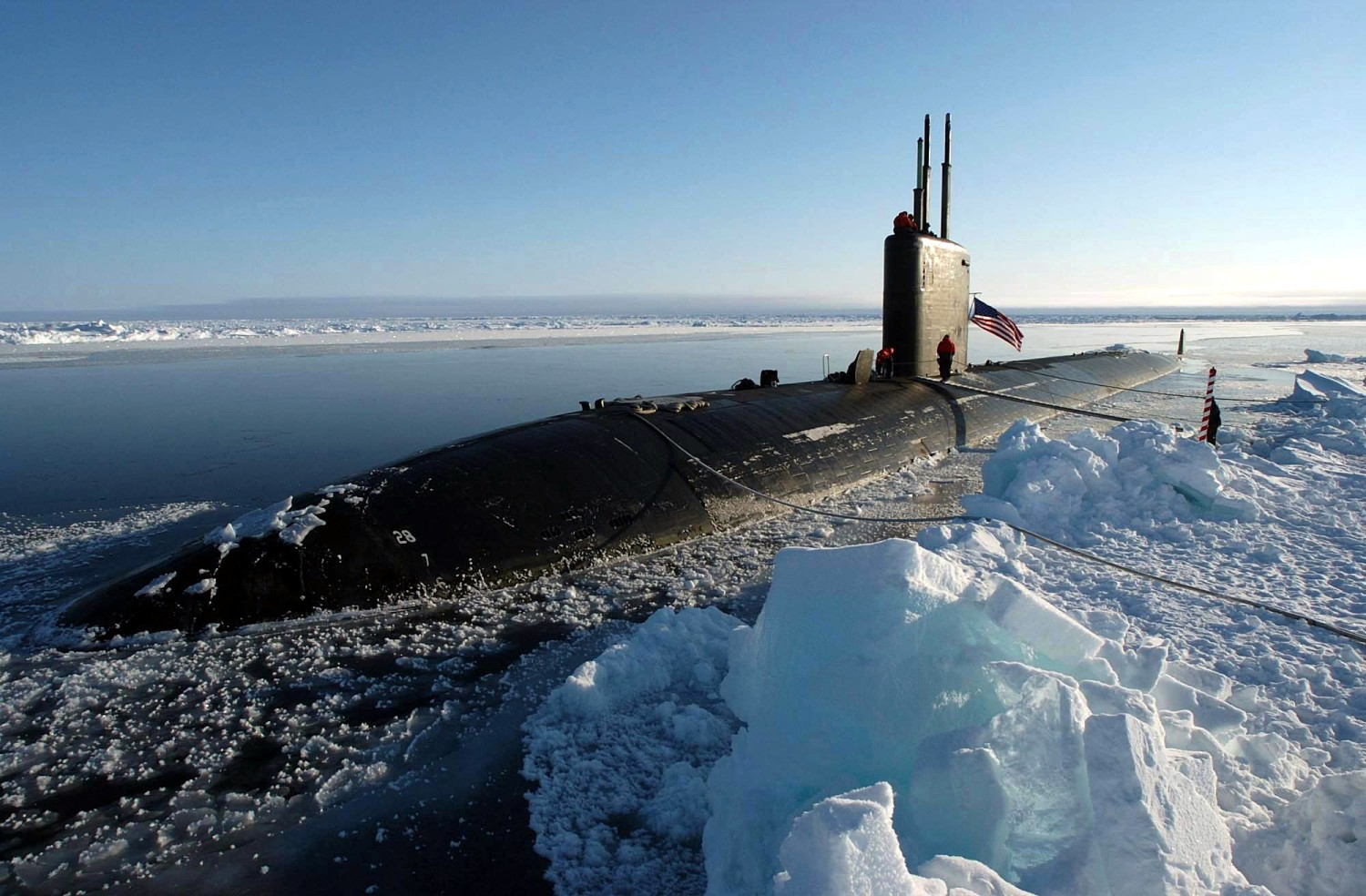
漢普頓號，北極，2004年

漢普頓號，美國海軍洛杉磯級核動力潛艇，隸屬太平洋艦隊，駐守美國加州聖迭戈。漢普頓號於1992年4月3日下水，1993年11月16日正式服役，長110.3米、寬10.1米、吃水深度10米、水面排水量6,080噸、水中排水量6,927噸、水面速度約15海里、水中速度約32海里。
2011年5月15日，與潛艇補給艦弗蘭克·凱布爾號（ USS Frank Cable）一同訪問香港，是拉登被殺後首批訪港美軍，其後漢普頓號和弗蘭克·凱布爾號將會訪問澳門，蛇口及廣州。

## 圖像

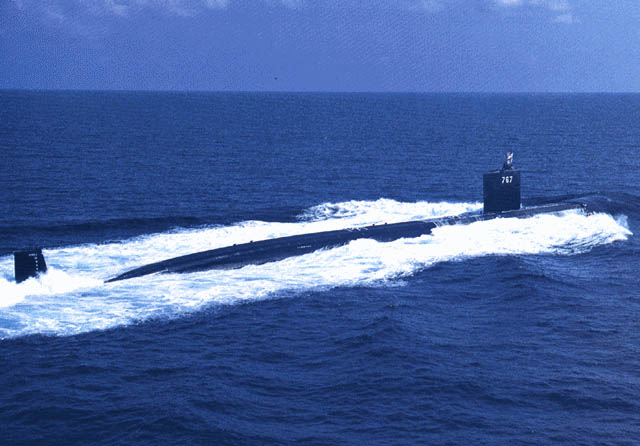
漢普頓號
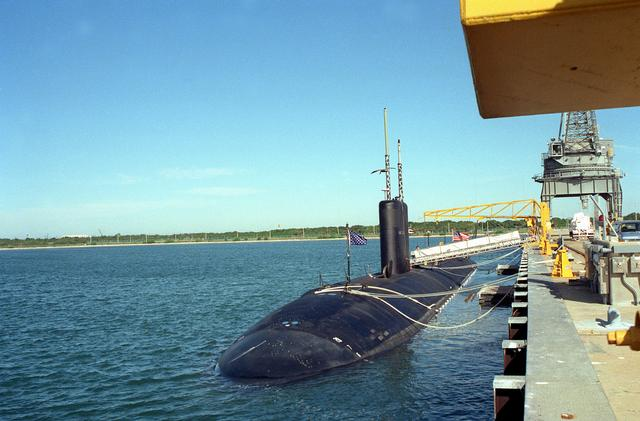
漢普頓號，美國佛羅里達，1993年